# Toxicity (single)
Toxicity is het twaalfde nummer en de tweede single van het album Toxicity van de Amerikaanse metalband System of a Down. 

## Geschiedenis
De single is uitgekomen in 2002. De lyrics van het nummer zijn geschreven door zanger Serj Tankian, de muziek door gitarist Daron Malakian en bassist Shavo Odadjian. Hoewel het nooit zoveel succes bij het grote publiek heeft gekend als Chop Suey! of Aerials blijft Toxicity een van populairdere nummers onder de fans. Het lied staat bekend om zijn dynamische refrein, agressieve tekst en prominente drumbeat. Het lied stond op de 14de plaats in VH1's 40 Greatest Metal Songs.
Toxicity kan worden gedownload voor de muziek game serie Rock Band en is ook een track bij Guitar Hero: Metallica.